# Wartburg (Saarbrücken)

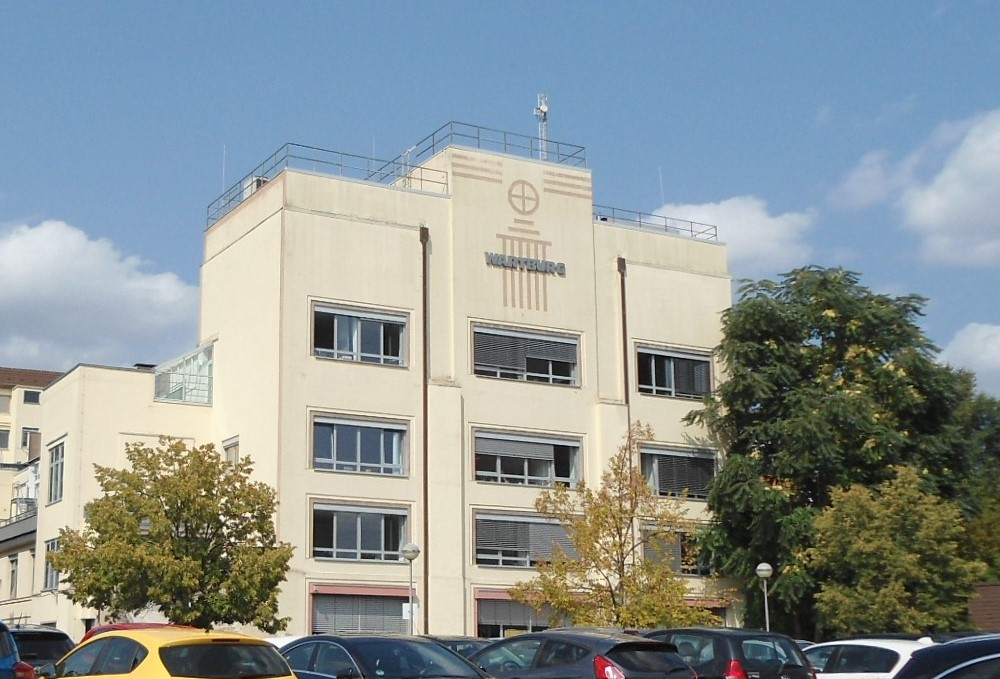
Die Wartburg in Saarbrücken

Die Wartburg ist ein Gebäude in Saarbrücken im Stadtteil St. Johann in der Martin-Luther-Straße 12. Es wurde von 1927 bis 1928 als Gemeindehaus für die evangelische Kirchengemeinde St. Johann errichtet. Sein Saalbau war lange der größte im Saarland und spielte eine wichtige Rolle in der Geschichte der Region.

## Lage
Zur Zeit des Baus befand sich das Gebäude in der östlichen Nauwieser Straße, die seit 1951 Martin-Luther-Straße heißt. Das Gebäude erstreckt sich in Nord-Süd-Richtung zwischen der Martin-Luther-Straße und dem Hessenweg.

## Namensgebung
Das Gebäude wurde nach der Wartburg bei Eisenach benannt, in der Martin Luther nach erfolgter Reichsacht verweilte. In einer Festschrift zur Einweihung des Gebäudes schrieb der damalige Pfarrer Wilhelm Reichard: „Wir dachten an die Wartburg als an die sagenumwobene, mit deutscher Geschichte und Kultur verknüpfte romantische Feste.“ Zudem sei der Bau durch seinen Baustil „wie ein steingewordener Ausdruck trotziger Kraft“, der mit seinem „gewaltigen Saalbau“ und den „burgartigen, zinnengekrönten Formen seines Bühnenhauses“ wie eine Burg wirke.

## Beschreibung
Die Wartburg wurde im Stil des Art déco errichtet. Prägend für das Gebäude waren geometrische Dekorformen, die insbesondere am rückwärtigen Teil des Gebäudes, dem Bühnenhaus des Theatersaals mit seinen senkrechten und waagerechten geraden plastischen Profilen, zu finden waren. Der großzügig bemessene Festsaal der Wartburg fasste 1500 bis 1700 Personen und war über viele Jahre der größte Veranstaltungssaal der Region. Das Gebäude trug nach dem Urteil von Gerhild Krebs in seiner ursprünglichen Baugestalt und Nutzung „einer vom Nationalismus durchdrungenen Glaubensidee Rechnung“. Nach 1945 wurde das Gebäude mehrmals nach praktischen Erfordernissen umgebaut, fast alle stilistischen Merkmale und viele Spuren der ehemaligen Nutzung gingen dabei verloren. Das Gebäude steht nicht unter Denkmalschutz.

## Die Wartburg in der Geschichte des Saarlands
In den beiden Nächten zwischen dem 13. und 15. Januar 1935 war die Wartburg der zentrale Auszählungsort für die abgegebenen Stimmen der „Saarabstimmung“, bei der sich eine Mehrheit der im Saarland lebenden Abstimmungsberechtigten für einen Anschluss des damaligen Saargebiets an das Deutsche Reich aussprach. An diese Abstimmung erinnert eine 1945 von der französischen Besatzungsmacht entfernte, nach 1955 wieder aufgehängte Gedenktafel im Foyer der Wartburg. Die Tafelinschrift lautet: „Im Festsaal dieses Hauses des evangelischen Gemeindehauses Wartburg erfolgte in der Nacht vom 14. zum 15. Januar 1935 die Zählung der bei der Saarabstimmung abgegebenen Stimmen. Der schwedische Präsident der Abstimmungskommission Rodhe verkündete hier in der Morgenfrühe des 15. Januar 1935 das überwältigende Ergebnis, auf Grund dessen das Saargebiet ungeteilt zum deutschen Vaterland zurückkehrte.“
Dass diese Tafel ohne einen geschichtlich einordnenden Kommentar dort hängt, kritisierte unter anderem die lokale Antifa-Gruppe Antifa Saar – Projekt AK.
Zwischen 1935 und 1944 wurde die Wartburg durch den Reichssender Saarbrücken genutzt, der dort unter anderem volkstümliche Programme, aber auch Sinfonie-Konzerte des Rundfunkorchesters aufnahm, die teilweise sogar reichsweit gesendet wurden.
Nach dem Zweiten Weltkrieg wurde insbesondere der große Saal der Wartburg für kulturelle Veranstaltungen genutzt und war seit Herbst 1945 Standort der Wartburg-Lichtspiele, des zeitweise größten Kinos der Saarregion. Auch wurden dort Opern aufgeführt, da das Theater in Saarbrücken weitgehend zerstört war. 1946 war die Wartburg Schauplatz der ersten Nachkriegsversammlung der saarländischen Sozialdemokraten.
Im Jahr 1946 wurde die Wartburg Sitz des unter der Ägide der französischen Besatzungsmacht stehenden Radiosenders Radio Saarbrücken, aus dem später der heutige Saarländische Rundfunk (SR) hervorging. Die Wartburg blieb bis zum Umzug des SR in das neue Sendezentrum auf dem Saarbrücker Halberg der Sitz des Senders.

## Heutige Nutzung
Die Wartburg beherbergt mehrere Unternehmen: den Kreditkarten-Processor qards GmbH, eine Niederlassung des IT-Dienstleisters Inexio sowie die Akademie der Sparkassen-Finanzgruppe Saar als Bildungseinrichtung des Sparkassenverbands Saar.